# Plateau van Tielt
Het Plateau van Tielt is een cuestarug die zich uitstrekt van Aarsele tot Koolskamp in West-Vlaanderen.
Het betreft een reeks heuvels die een hoogte tussen de 14 en 51 meter kunnen bereiken. Hoewel niet hoog, vormen ze een opvallend element in het verder vlakke landschap. Op de flanken komt veel zandleembodem voor. Dit zandleem werd afgezet aan het einde van de laatste ijstijd. Het Tielts plateau vormt een overgang tussen de zand- en de leemstreek.
Bekende hellingen op het plateau zijn de Poelberg, Hoogledeberg en Gitsberg.